# Polyalthia amicorum
Polyalthia amicorum este o specie de plante din genul Polyalthia, familia Annonaceae, descrisă de Albert Charles Smith. Conform Catalogue of Life specia Polyalthia amicorum nu are subspecii cunoscute.